# Carroll Dale

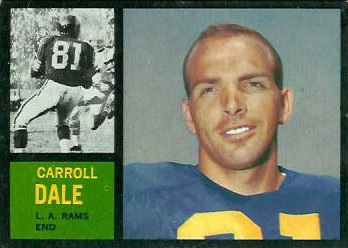
Imagem do ex-jogador de futebol americano estadunidense Carroll Dale.

Carroll Dale é um ex-jogador profissional de futebol americano estadunidense.

## Carreira
Carroll Dale foi campeão do Super Bowl II jogando pelo Green Bay Packers.